# Вердя (Вранча)
Вердя (рум. Verdea) — село у повіті Вранча в Румунії. Входить до складу комуни Рекоаса.
Село розташоване на відстані 185 км на північ від Бухареста, 41 км на північний захід від Фокшан, 137 км на південний захід від Ясс, 109 км на північний захід від Галаца, 107 км на схід від Брашова.

## Населення
За даними перепису населення 2002 року у селі проживали 784 особи, з них 783 особи (99,9%) румунів. Рідною мовою 783 особи (99,9%) назвали румунську.